# Nadeige Sonnet
Nadeige Sonnet est une joueuse de football belge née le 5 septembre 1987. Elle a dû arrêter sa carrière à la suite d'une blessure au genou.

## Palmarès
- Championne de Belgique (1) : 2009

### Bilan
- 1 titre